# Phaethornis
Phaethornis là một chi chim trong họ Trochilidae.
Chúng xuất hiện từ phía nam Mexico, thông qua Trung Mỹ, Nam Mỹ phía nam cũng như miền bắc Argentina.

## Các loài
Chi này có 27 loài:
- Phaethornis aethopyga
- Phaethornis anthophilus
- Phaethornis atrimentalis
- Phaethornis augusti
- Phaethornis bourcieri
- Phaethornis eurynome
- Phaethornis griseogularis
- Phaethornis guy
- Phaethornis hispidus
- Phaethornis idaliae
- Phaethornis koepckeae
- Phaethornis longirostris
- Phaethornis longuemareus
- Phaethornis malaris
- Phaethornis mexicanus
- Phaethornis nattereri
- Phaethornis philippii
- Phaethornis pretrei
- Phaethornis ruber
- Phaethornis rupurumii
- Phaethornis squalidus
- Phaethornis striigularis
- Phaethornis stuarti
- Phaethornis subochraceus
- Phaethornis superciliosus
- Phaethornis syrmatophorus
- Phaethornis yaruqui